# Маній Валерій Максим Корвін Мессала
Маній Валерій Максим Корвін Мессала (лат. Manius Valerius Maximus Corvinus Messalla; ? — після 252 до н. е.) — політичний, державний та військовий діяч Римської республіки, консул 263 року до н. е.

## Життєпис
Походив з патриціанського роду Валеріїв. Син Марка Валерія Корвіна Максима, консула 289 року до н. е. Про молоді роки мало відомостей. 
У 263 році до н. е. його обрано консулом разом з Манієм Отацилієм Крассом. За рішенням народних зборів вирушив спільно з колегою на допомогу мамертинцям з Мессани. Тут завдав поразки Гієрону II, царю Сіракуз. Після цього керування військом було довірено особисто Манію Валерію, який за успіхи із звільнення Мессани отримав агномен Мессала. При цьому сенат надав йому право на тріумф. Також перемогу над ворогами відтворено фрескою у курії Гостілія.
У 252 році до н. е. його обрано цензором разом з Публієм Семпронієм Софом. Під час своєї каденції виявив суворість — позбавив 400 вершників коней та вигнав із сенату 16 осіб. Подальша доля невідома.

## Сім'я
- Марк Валерій Максим Мессала, консул 226 року до н. е.